# Younan Nowzaradan
Younan Nowzaradan (em persa: یونان نوذرادان; Teerã, 11 de outubro de 1944) conhecido como Dr. Now, é um cirurgião bariátrico iraniano, naturalizado estadunidense.
Conhecido por participar do programa de TV My 600-lb Life (2012–presente), é um renomado cirurgião geral e vascular residente em Houston, no Texas. Dr. Now é um dos cirurgiões de emagrecimento mais conhecidos atualmente, sendo um dos pioneiros no início da prática de cirurgia laparoscópica minimamente invasiva.

## Biografia
Nowzaradan nasceu e criou-se em Teerã, em 1944, no seio da comunidade assíria do Irã. Em 1970 ele se formou em medicina pela Universidade de Teerã e logo em seguida emigrou para os Estados Unidos, onde fez residência médica na Universidade de Saint Louis em 1971 e residência cirúrgica no Hospital St. John, em Detroit, no Michigan. Dr. Now é fellow do Colégio Americano de Cirurgiões.
Atualmente, Nowzaradan é afiliado à Houston Obesity Surgery em Houston, Texas e atua em vários hospitais locais. É autor de várias publicações acadêmicas sobre obesidade e laparoscopia.
Em 2007, Colleen Shepard processou Nowzaradan após a morte de sua filha Tina Shepard. Ela alegou que Dr. Nowzaradan não informou sua filha sobre os riscos envolvidos com uma cirurgia de bypass gástrico. Shepard morreu um ano após o procedimento por complicações desencadeadas por uma insuficiência hepática e sepse. O processo também afirmou que o pós-tratamento adequado não foi fornecido. Nowzaradan afirmou: "Nós ligamos e ligamos para ela para marcar consultas de acompanhamento, e ela disse que viria, mas nunca apareceu".

## Vida pessoal
Dr. Now foi casado com Delores McRedmond por 27 anos, com quem teve três filhos. O casal se divorciou em 2002. Um de seus filhos, Jonathan Nowzaradan, trabalha como diretor e produtor de My 600-lb Life.